# Río Lucumayo
Der Río Lucumayo ist ein ca. 44 km langer rechter Nebenfluss des Río Urubamba in der Provinz La Convención in der Region Cusco in Zentral-Peru. 

## Flusslauf
Der Río Lucumayo entspringt an der Nordflanke des 5683 m hohen Nevado Veronica westlich des Gebirgspasses Abra Malaga auf einer Höhe von etwa 4300 m. Er durchquert den Distrikt Huayopata, anfangs in westnordwestlicher Richtung, ab Flusskilometer 14 in westlicher Richtung. Er entwässert dabei die Nordflanke des westlichen Hauptkamms der Cordillera Urubamba. Die Fernstraße von Ollantaytambo nach Quillabamba folgt dem Flusslauf. Bei Flusskilometer 17 befindet sich oberhalb des rechten Flussufers die archäologische Fundstätte Huamanmarca. Bei Flusskilometer 9 passiert der Fluss das unweit des rechten Flussufers gelegene Distriktverwaltungszentrum Huyro. Der Río Lucumayo mündet schließlich östlich von Santa Maria la Nueva auf einer Höhe von etwa 1160 m in den Río Urubamba. Auf den letzten 1,5 Kilometern bildet der Río Lucumayo die Grenze zum nördlich gelegenen Distrikt Maranura.

## Einzugsgebiet
Der Río Lucumayo entwässert ein Areal von etwa 490 km². Dieses liegt fast vollständig im Distrikt Huayopata. Das Einzugsgebiet umfasst die Nordflanke des westlichen Abschnitts der Cordillera Urubamba. Es grenzt im Süden an das des oberstrom gelegenen Río Urubamba sowie im Norden an das des Río Ocobamba, ein Nebenfluss des Río Yanatile.